# Clotrimazol
Clotrimazol ist ein Arzneistoff, der in Form von Tinkturen, Salben, Vaginal-Tabletten oder Pudern gegen Mykosen (Pilzinfektionen) der Haut angewendet wird. Zu den häufigsten dieser Infektionen gehören der als Fußpilz bezeichnete Hautpilz im Bereich der Zehen sowie vaginale Pilzinfektionen. Clotrimazol gilt als Breitbandantimykotikum, ist also gegen eine Vielzahl unterschiedlicher Pilze wirksam.
Clotrimazol wurde Ende der 1960er Jahre von der Bayer AG durch Karl Heinz Büchel entwickelt und kam in Deutschland nach der Zulassung 1973 unter der Marke Canesten® auf den Markt. Zur äußerlichen Anwendung und für die kurzzeitige vaginale Anwendung sind Clotrimazolpräparate in Deutschland rezeptfrei erhältlich. Es gibt zahlreiche Generika.

## Geschichte
Clotrimazol wurde zwischen 1967 und 1969 in der Forschungsabteilung der Bayer AG unter der Bezeichnung Bay b 5097 entwickelt. Zwischen 1970 und 1972 wurden experimentelle und klinische Studien zur Wirksamkeit und Verträglichkeit veröffentlicht. Die relevanten US-Patente 3.660.576 und 3.660.577 wurden am 2. Mai 1972 erteilt. 1973 erfolgte unter dem Markennamen Canesten® in Deutschland die Zulassung der ersten Arzneimittel auf der Basis von Clotrimazol. Zu den ersten zugelassenen Darreichungsformen gehörten dabei eine Creme, eine Lösung sowie Vaginaltabletten. Vier Jahre später kam es aufgrund der guten Verträglichkeit zur Freigabe als Medikamente ohne Verschreibungspflicht. Anfang der 1980er Jahre wurde in mehreren Studien der Wirkmechanismus aufgeklärt.

## Eigenschaften

### Pharmakodynamik
Clotrimazol wirkt zum einen über die Hemmung der Synthese von Ergosterin, speziell die Hemmung des Enzyms Lanosteroldemethylase, das für den Zwischenschritt der Bildung von Desmethyllanosterol aus Lanosterol essentiell ist. Da es sich bei Ergosterin um einen wichtigen Bestandteil der Zellmembran von Pilzen handelt, kommt es durch diese Wirkung zu einer Schädigung des Membranaufbaus.
Zum anderen bindet Clotrimazol direkt an Phospholipide in der Zellmembran und bewirkt auch auf diesem Weg Störungen der Membranstruktur und eine Änderung der Permeabilität (Durchlässigkeit) der Membran. Durch beide Wirkungen kommt es entweder zu einer Hemmung des Pilzwachstums bei geringen Konzentrationen von ein bis fünf Milligramm pro Liter (fungistatische Wirkung) oder bei höheren Konzentrationen ab zehn bis 20 Milligramm pro Liter zu einer Abtötung der Pilze (fungizide Wirkung).

### Pharmakokinetik
In experimentellen Studien konnte gezeigt werden, dass Clotrimazol nach oraler Gabe zu etwa 90 Prozent resorbiert wird und sich innerhalb von vier Stunden in den meisten Geweben verteilt. Die höchsten Konzentrationen werden nach 25 Stunden im Fettgewebe, in den Nebennieren, in der Leber und in der Haut gemessen. Die Inaktivierung erfolgt in der Leber, die Ausscheidung zu etwa 90 Prozent über die Galle in den Magen-Darm-Trakt und damit über den Kot und zu etwa 10 Prozent über den Urin. Die wichtigsten Metaboliten sind:
- 2-Chlorphenyl-4-hydroxyphenyl-phenyl-methan
- 2-Chlorphenyl-4-hydroxyphenyl-phenyl-methanol
- 2-Chlorphenyl-bis-phenyl-methan
- 2-Chlorphenyl-bis-phenyl-methanol
- Benzophenon

### Toxikologie
Die letale Dosis LD50 als Maß für die akute Toxizität bei einmaliger Aufnahme liegt für Mäuse und Ratten bei 708 bis 761 Milligramm pro Kilogramm Körpergewicht bei oraler Aufnahme und bei 108 bis 445 Milligramm pro Kilogramm Körpergewicht bei intraperitonealer Verabreichung. Eine karzinogene, also krebserzeugende, Wirkung wurde in experimentellen Langzeitstudien nicht beobachtet, eine embryotoxische Wirkung war nachweisbar bei Verabreichung des 100fachen der üblichen therapeutischen Dosis. Clotrimazol ist also als gesundheitsschädlich einzustufen und daher mit H302 („Gesundheitsschädlich beim Verschlucken“) gekennzeichnet. Zum Übertritt in die Muttermilch liegen keine Angaben vor.

### Chemische Eigenschaften und Synthese

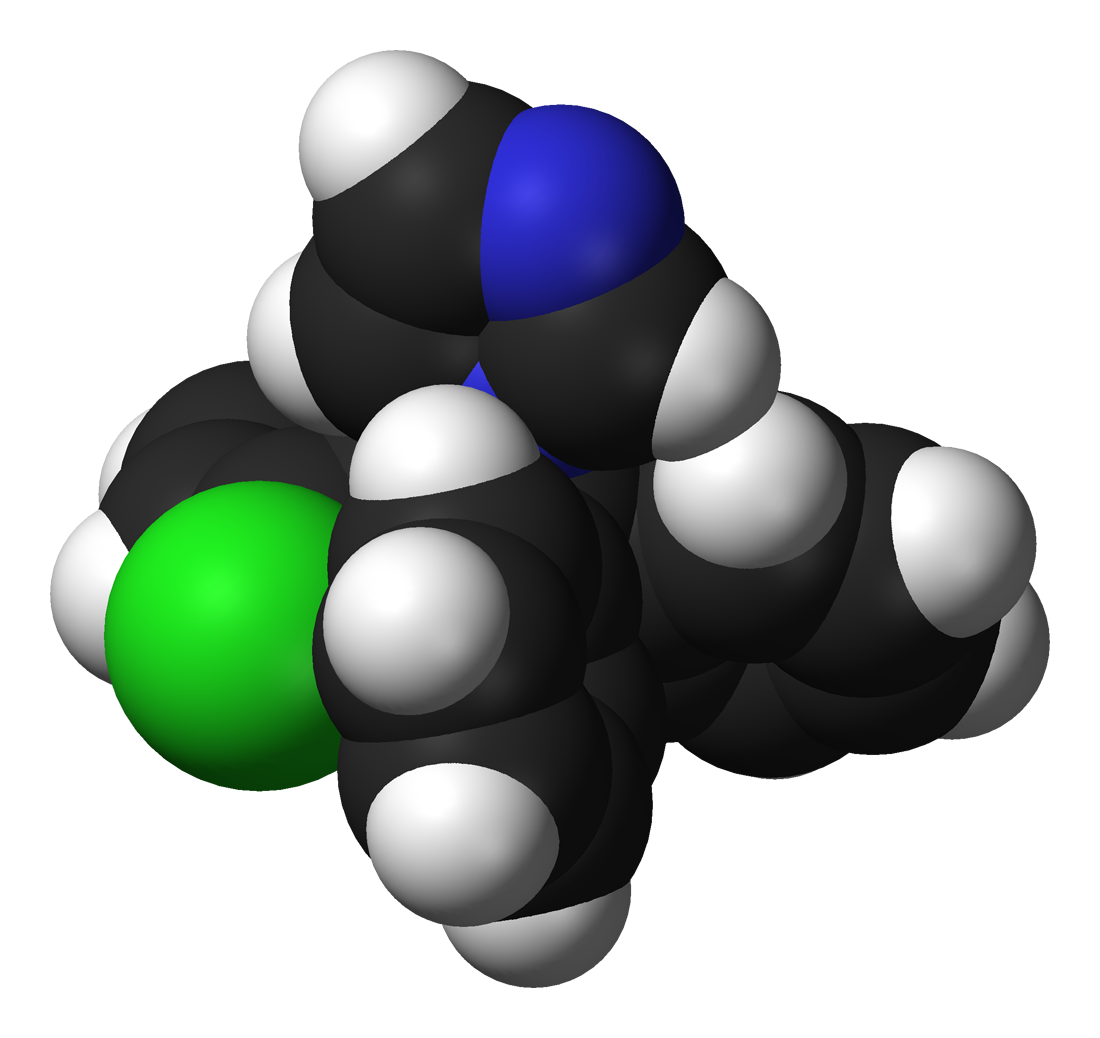
3D-Struktur des Clotrimazol-Moleküls

Clotrimazol ist eine schwache Base, die in Wasser und Toluol kaum, in Aceton, Chloroform und Ethylacetat hingegen gut löslich ist. Optimale Stabilität ist bei einem pH-Wert von 7 bis 8 gewährleistet, ein pH-Wert unter 5 deaktiviert den Wirkstoff durch hydrolytische Zersetzung. Die Substanz ist schwach hygroskopisch (wasseranziehend).
Der chemische Name von Clotrimazol nach IUPAC-Nomenklatur lautet 1-[(2-Chlorphenyl)diphenylmethyl]-1H-imidazol, der Trivialname 1-(2-Chlortrityl)imidazol. Es gehört zur Gruppe der Imidazolderivate. Mit Clotrimazol chemisch verwandte Antimykotika sind Itraconazol und Ketoconazol.
Die Synthese erfolgt durch eine nukleophile Substitution von Imidazol (1) mit o-Chlortritylchlorid (2). Die Aufreinigung des Endprodukts Clotrimazol (3) geschieht durch Zugabe von Aktivkohle und anschließende Druckfiltration. Beim Erkalten der Acetonlösung kristallisiert 3 aus und wird dann mehrfach mit Aceton und Wasser gewaschen.

### Ökologische Aspekte
Während der Produktion und Verarbeitung erfolgen bei normalem Ablauf keine nennenswerten Freisetzungen von Clotrimazol in die Umwelt. Die Abgabe ins Abwasser, vor allem über Körperhygiene, wird auf etwa 17,8 Kilogramm pro Tag in der gesamten Europäischen Union geschätzt. Für Clotrimazol existiert derzeit in der Europäischen Union eine Produktionsanlage mit einer jährlichen Produktion von etwa zehn Tonnen, etwa die gleiche Menge wird in die EU importiert.
Von den nach dem EU Technical Guidance Document (TGD) definierten Standards sind die Kriterien Persistenz (Persistence, Halbwertzeit in der Umwelt von mehr als 60 Tagen) und Toxizität (Toxicity, Crustaceen als sensitivste Stufe in der Nahrungskette) erfüllt, das Kriterium Bioakkumulation (Bioaccumulation, basierend auf dem Bioconcentration Factor for Fish, BCF) hingegen nicht. Clotrimazol wird aufgrund des Verhältnisses zwischen abgeschätzter Konzentration in der Umwelt (Predicted Environmental Concentration, PEC) und abgeschätzter Kein-Effekt-Konzentration (Predicted No Effect Concentration, PNEC) nicht als PBT-Stoff nach EU TGD eingestuft.

## Therapeutische Anwendung

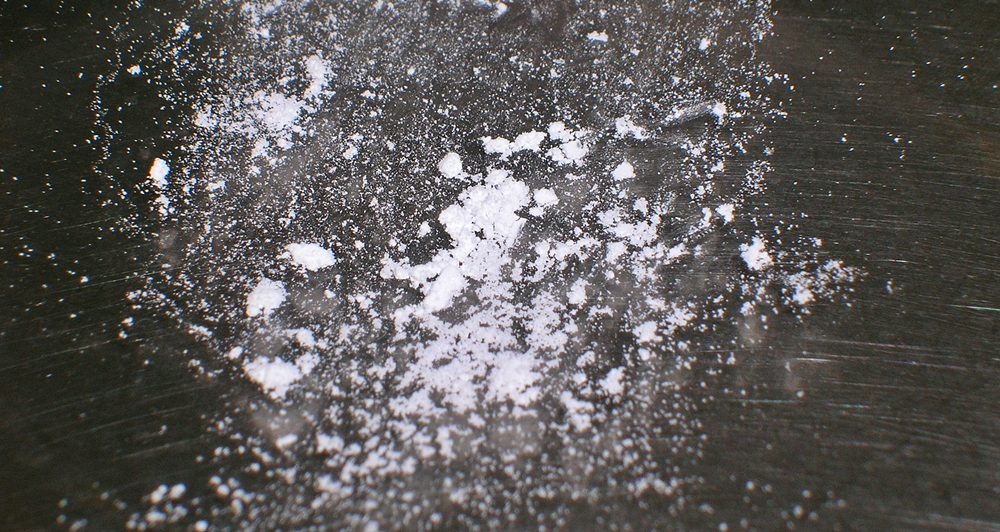
Clotrimazol (mikronisiert)

Clotrimazol gilt zur Behandlung von Hautpilzinfektionen im Allgemeinen als gut wirksam und verträglich. Es wirkt gleichermaßen gegen die drei Hauptgruppen der an Hautmykosen beteiligten Pilze – Dermatophyten (Fadenpilze), Hefepilze mit dem bekanntesten Vertreter Candida albicans sowie Schimmelpilze wie beispielsweise Aspergillus fumigatus, dem häufigsten Erreger der Aspergillose. Clotrimazol wirkt bei Pilzen nicht gegen ruhende Sporen, wodurch es sich beispielsweise von anderen relevanten antimykotischen Substanzen wie Nystatin unterscheidet. Neben seinem Haupteinsatzgebiet gegen Pilzinfektionen ist Clotrimazol auch gegen viele grampositive Bakterien wirksam, so dass es bei einigen durch Bakterien hervorgerufenen Hauterkrankungen eingesetzt wird, vor allem kombinierten Infektionen. Nicht alle grampositiven Bakterien gelten jedoch als ausreichend empfindlich für eine Behandlung mit Clotrimazol. Darüber hinaus wirkt Clotrimazol gegen Infektionen mit Trichomonaden (Trichomonas vaginalis). Es gilt für diese Anwendung jedoch nicht als Mittel der Wahl, da es weniger effektiv ist als beispielsweise Metronidazol. Darüber hinaus sind für eine Wirkung gegen Trichomonaden im Vergleich zur Anwendung gegen Pilzinfektionen um ein Vielfaches höhere Konzentrationen notwendig.
Zu den bekanntesten Anwendungen gehört die Behandlung von Fußpilz sowie von Scheideninfektionen. Weitere Erkrankungen, bei denen Clotrimazol häufig eingesetzt wird, sind zum Beispiel das durch Bakterien verursachte Erythrasma und die durch Hefepilze hervorgerufene Pityriasis versicolor. In beiden Fällen handelt es sich um harmlose, jedoch kosmetisch störende Infektionen der obersten Hautschicht.
Die Heilungsraten bei einer Behandlung mit Clotrimazol liegen je nach Art und Ort der Infektion bei 85 bis 90 Prozent. Es sind fast keine signifikanten Resistenzen von klinisch relevanten Pilzen gegen Clotrimazol bekannt. Eine erwähnenswerte Ausnahme sind Nachweise einer Resistenz bei Candida glabrata, einem möglichen Erreger vaginaler Infektionen.

### Dosierung und Darreichungsformen
Die am häufigsten verwendeten Arzneiformen für Clotrimazol sind Salben, Pasten und Tinkturen zum Auftragen oder Aufsprühen auf die betroffenen Hautstellen. In den Zubereitungen ist der Wirkstoff in Konzentrationen von ein bis zwei Prozent enthalten. Die Häufigkeit der Anwendung, in der Regel ein- bis dreimal täglich, hängt von der Schwere der Infektion ab und sollte mit einem Arzt abgestimmt werden. Eine Behandlung mit Clotrimazol dauert bis zum Ende der Infektion im Regelfall zwei bis vier Wochen. Auch nach dem Abklingen der Symptome wird eine weitere Behandlung für ein bis zwei Wochen empfohlen. Der Auftrag als Paste sorgt für bessere Haftung an lädierter Haut. Eine Anwendung in Form eines Puders kann bei Infektionen in bestimmten Bereichen die Behandlung unterstützen, da die trocknende Wirkung des Puders dem von Pilzen bevorzugten feuchten Milieu entgegenwirkt.

### Nebenwirkungen und Kontraindikationen
Je nach Schweregrad der Infektion kann es beim Auftragen vorübergehend zu Hautrötungen, Juckreiz, Brennen oder Hautreizungen kommen. Aufgrund bestimmter Hilfsstoffe in flüssigen Zubereitungen dürfen diese nicht im Bereich der Augen, auf Schleimhäuten oder im Genitalbereich angewendet werden. Generell sollte Clotrimazol nicht auf offene Wunden aufgebracht werden.
Clotrimazol gilt als Mittel der Wahl zur Behandlung von Pilzinfektionen während und nach der Schwangerschaft. Eine Anwendung im ersten Drittel der Schwangerschaft ist kontraindiziert und sollte generell, besonders jedoch im vaginalen Bereich, vermieden werden. Gleiches gilt für die Behandlung von Pilzinfektionen im Bereich der Brustwarzen während der Stillzeit.

### Interaktionen
Clotrimazol kann die Wirkung von bestimmten anderen äußerlich angewendeten antibakteriell oder antimykotisch wirkenden Substanzen vermindern, vor allem Amphotericin B, Nystatin und Natamycin. Da der Wirkstoff über die Haut beziehungsweise die Schleimhäute nur zu weniger als 0,5 Prozent und damit in vernachlässigbar geringen Mengen resorbiert wird, erfolgt keine signifikante Aufnahme in den Blutkreislauf. Relevante Wechselwirkungen mit anderen Medikamenten sind deshalb nicht bekannt und auch nicht zu erwarten.

### Systemische Applikation
Für eine früher durchgeführte systemische Anwendung in Form von oral verabreichten Tabletten gilt Clotrimazol aufgrund von Nebenwirkungen im Magen-Darm-Trakt und einer potentiell leberschädigenden Wirkung nicht mehr als geeignet. Darüber hinaus kommt es bei einer solchen Anwendung zu Auswirkungen auf den Cytochrom-P450-Enzymkomplex, eine Familie von fremdstoffabbauenden Enzymen in der Leber, in Form einer starken Hemmung bestimmter Cytochrom-P450-Enzyme, insbesondere der Isoform CYP3A4. Durch diese Inhibition kommt es zu einem Anstieg des Plasmaspiegels, also der im Blut verfügbaren Konzentration von durch CYP3A4 beeinflussten Wirkstoffen, wodurch verstärkt Nebenwirkungen auftreten können. Weitere beschriebene Nebenwirkungen nach oraler Aufnahme sind Harndrang und Depressionen. Für die systemische Behandlung von Pilzinfektionen stehen mittlerweile besser verträgliche Alternativen zur Verfügung.

### Anwendung in der Tiermedizin
In der Veterinärmedizin wird Clotrimazol ebenfalls topisch, also bei lokalen Pilzerkrankungen der Haut (Dermatophytose), bei der sinunasalen Aspergillose und bei Entzündungen der Maulschleimhaut (Stomatitis) durch Candida ssp. eingesetzt. Der Wirkstoff wird vor allem bei Kleintieren und Reptilien angewendet. Er ist gut verträglich, nur selten kommt es zu lokalen Hautreizungen mit Rötungen, unter Umständen auch Blasenbildung, Ödemen und Juckreiz. In diesen Fällen ist das Mittel abzusetzen.
Es gibt zwei zugelassene Tierarzneimittel mit Clotrimazol in der Tiermedizin. Dies ist zum einen Aurizon®, das den Wirkstoff in Kombination mit Dexamethason und Marbofloxacin enthält. Zum anderen gibt es Otomax®, das zusätzlich zum Clotrimazol noch Gentamicin und Betamethason enthält. Beide Präparate werden zur Behandlung von Ohrentzündungen insbesondere bei Beteiligung mit Malassezia pachydermatis eingesetzt.
Die Anwendung von Clotrimazol bei Lebensmittel liefernden Tieren ist arzneimittelrechtlich jedoch nicht erlaubt, da der Wirkstoff in keinem Anhang zur Verordnung (EWG) Nr. 2377/90 über Höchstmengen für Tierarzneimittelrückstände in Nahrungsmitteln aufgeführt ist.

## Handelsnamen
Monopräparate
Aknecolor (CH), Antifungol (D), Apocanda (D), Candibene (A), Canesten (D, A, CH), Canifug (D), Cloderm (D), Clotrigalen (D), Corisol (CH), Fungiderm (D), Fungizid (D), Fungotox (CH), Gilt (D), Gromazol (CH), Gyno Canesten (CH), Imazol Paste (D, A), KadeFungin (D), Mycofug (D), Myko Cordes (D), Mykofungin (D), Mykohaug (D), Pedikurol (A), SD-Hermal (D), Undex Clotrimazol (CH), Uromykol (D), zahlreiche Generika (D, A, CH)
Kombinationspräparate
Baycuten (D), Fungidexan (D), Imacort (CH), Imazol (CH), Imazol Creme (D, A), Lotricomb (D), Triderm (CH)